# Aneta Dumanowska
Aneta Kinga Dumanowska – polska specjalistka w zakresie gry na altówce, dr hab. nauk sztuk muzycznych, adiunkt Katedry Skrzypiec i Altówki Wydziału Instrumentalnego Akademii Muzycznej w Krakowie.

## Życiorys
W 1996 ukończyła studia w  Akademii Muzycznej w Krakowie w klasie skrzypiec pod kierunkiem prof. Mieczysława Szlezera, a w 1999 studia w klasie altówki u prof. Janusza Pisarskiego, 26 września 2013 obroniła pracę doktorską Oblicza sonaty altówkowej początku XX wieku na przykładzie Sonat Juliusa Rontgena z uwzględnieniem interpretacji i zagadnień wykonawczych w kontekście cech charakterystycznych stylu kompozytora i oryginalności jego języka muzycznego, 2 października 2018 habilitowała się na podstawie pracy zatytułowanej Dymitr Szostakowicz Sonata na altówkę i fortepian op. 147.
Pracuje na stanowisku adiunkta w Katedrze Skrzypiec i Altówki na Wydziale Instrumentalnym Akademii Muzycznej w Krakowie.